# 邁克·休斯 (特技演員)
迈克尔·休斯（Michael Hughes，1956年2月9日—2020年2月22日），俗称“疯狂”迈克·休斯，是一名美国豪华轿车司机、地平论者（自稱）及特技演員。他經常表演駕駛自製蒸汽火箭升天，聞名遐邇。他于2020年2月22日在为即将上映的科学频道电视剧拍摄特技时去世。尽管休斯是地平說的公开倡导者，但在他去世后，他的公关代表表示，休斯只是将地平作为公关噱头，为他的火箭專案获取资金。